# Ponte di Cardè
(Carlo Fedele Savio, Cardè - Cenni storici)
Il ponte di Cardè, primo in cemento armato costruito sul Po con sistema Hennebique, è un ponte ad arco situato a Cardè, in provincia di Cuneo. 
Il Ponte è regolato da un semaforo in quanto è presente solo una corsia di senso di marcia

## Realizzazione
La struttura venne progettata e costruita dall'Impresa Ingegneri Giay Emilio ed Eugenio di Torino per sostituire la passerella in legno preesistente, perennemente danneggiata dalle piene stagionali, e per collegare Cardè alla frazione Ormea, Barge e Villafranca Piemonte. In precedenza, le persone ed i carichi pesanti venivano traghettati da una sponda all'altra del fiume dal portolano, la cui figura sparì definitivamente nel 1915. 
 
I lavori per la sua realizzazione durarono dal 5 febbraio al 7 dicembre 1914; la posa della pietra fondamentale avvenne il 19 aprile dello stesso anno. Il 6 ottobre 1919 l'onorevole Camillo Peano, il cui interessamento rese possibile la realizzazione della struttura, tenne un discorso durante la cerimonia di inaugurazione del ponte, ufficiata dal prevosto Lorenzo Pronino, alla presenza del sindaco Gaspare Bollati, dei consiglieri provinciali e dei rappresentanti dai comuni circonvicini.

## Storia
In tutta la sua storia, il ponte rischiò molte volte di venir abbattuto. Nel settembre 1944, in piena guerra, alcuni cacciabombardieri americani lanciarono delle bombe che per poco non lo colpirono. L'esplosione provocata fu in grado di scaraventare un rullo di pietra a parecchi metri di distanza. 

Quello stesso anno, i Tedeschi aprirono dei varchi nei pilastri del ponte per farlo saltare con la dinamite. Tuttavia i partigiani trasportarono le cariche a Staffarda, seppur con grande difficoltà, dato l'ingente peso delle casse, dove le bruciarono. I soldati, per trovare i colpevoli, rinchiusero nel bar tutti quelli che erano presenti in piazza, incluso l'allora parroco don Lorenzo Pronino. In seguito vennero liberati tutti quanti poiché un ragazzo disse loro che era stata opera dei ribelli. Nell'inverno del 1945, quando i nemici batterono in ritirata, cercarono invano di far brillare gli ordigni, tuttavia i detonatori erano stati fatti sparire da altri coraggiosi cardettesi ed il ponte fu salvo.

## Collasso
Il 9 febbraio 2004, durante alcuni lavori di manutenzione al pilastro centrale, il ponte sprofondò nell'alveo del fiume di 35 centimetri, determinandone la chiusura temporanea. Accantonata l'idea di abbatterlo, in quanto bene architettonico, si decise di ripristinarlo.

## Ripristino
Nel 2008 il pilone danneggiato è stato riportato all'assetto originario mediante l'uso di venti martinetti idraulici che, facendo forza su una nuova base in cemento, hanno sollevato l'intero impalcato, permettendo l'avanzarsi dei lavori. Il recupero del ponte sarà possibile grazie all'ausilio di fibre in carbonio. Ulteriori fasi includeranno il rifacimento totale dell'impalcato e dei marciapiedi, il restauro estetico dell'infrastruttura, la pulizia e il ripristino degli intonaci.

## Riapertura
Il 23 ottobre 2013, dopo dieci anni dal crollo del pilastro,è stata rinaugurata l'apertura del ponte..

## Galleria d'immagini

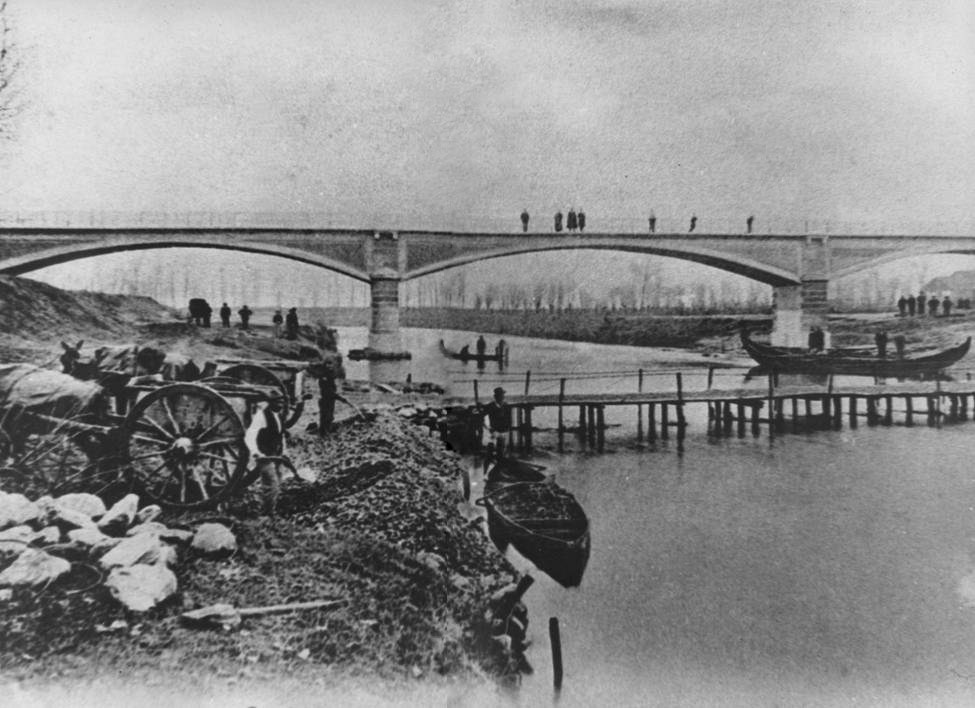
Il ponte nel 1914.
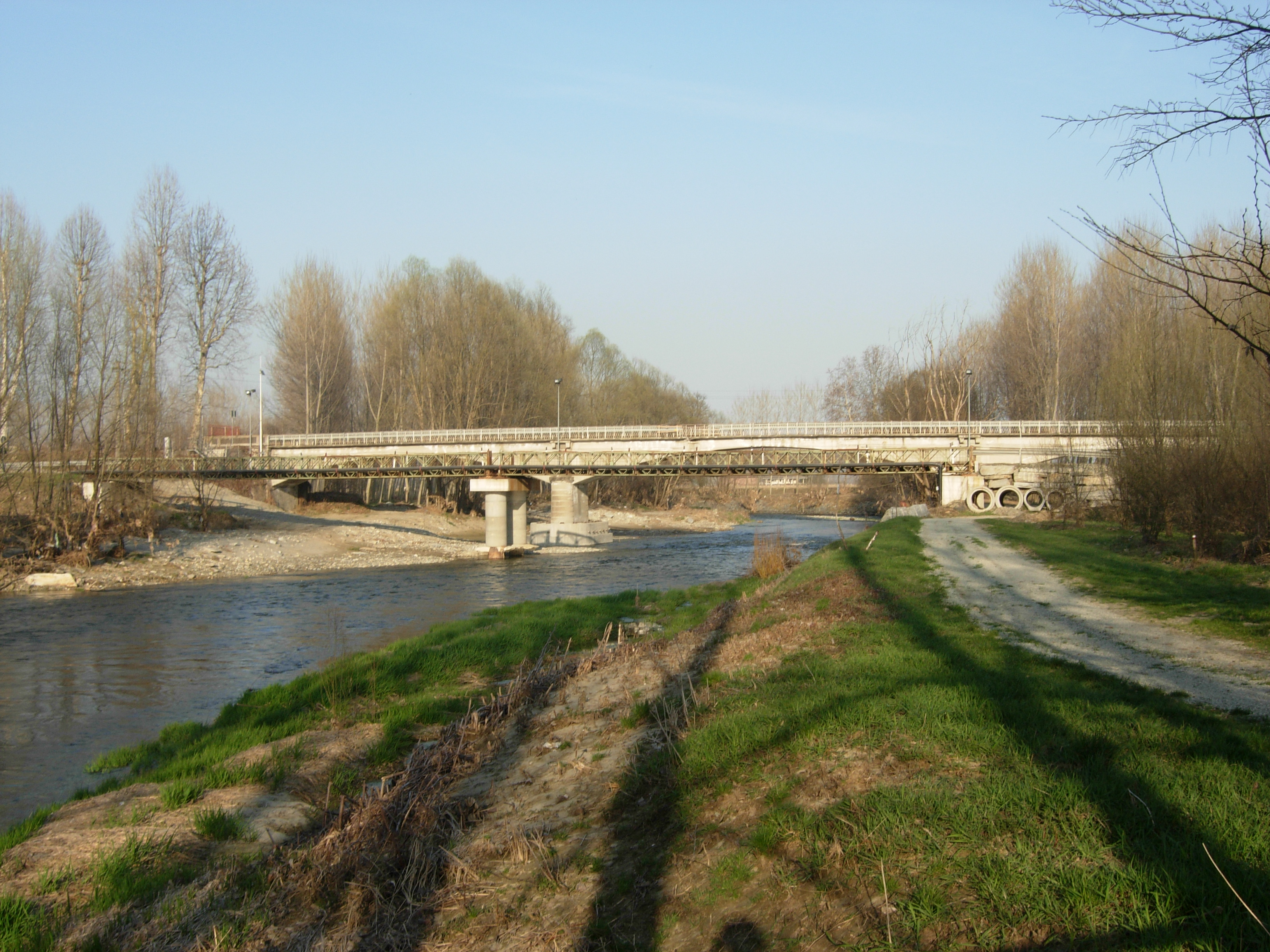
Il ponte nel 2009.
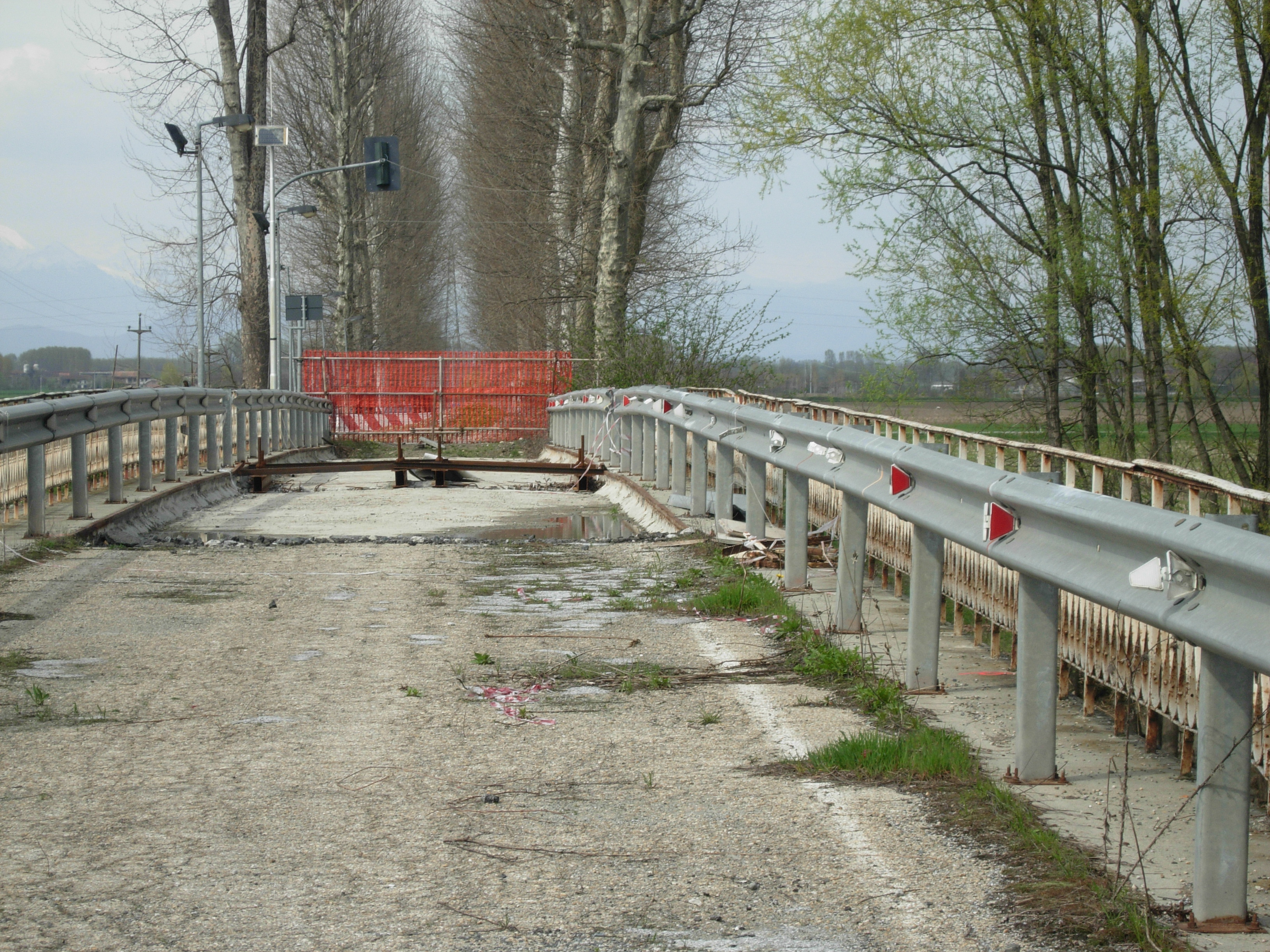
Lavori in corso sulla carreggiata.
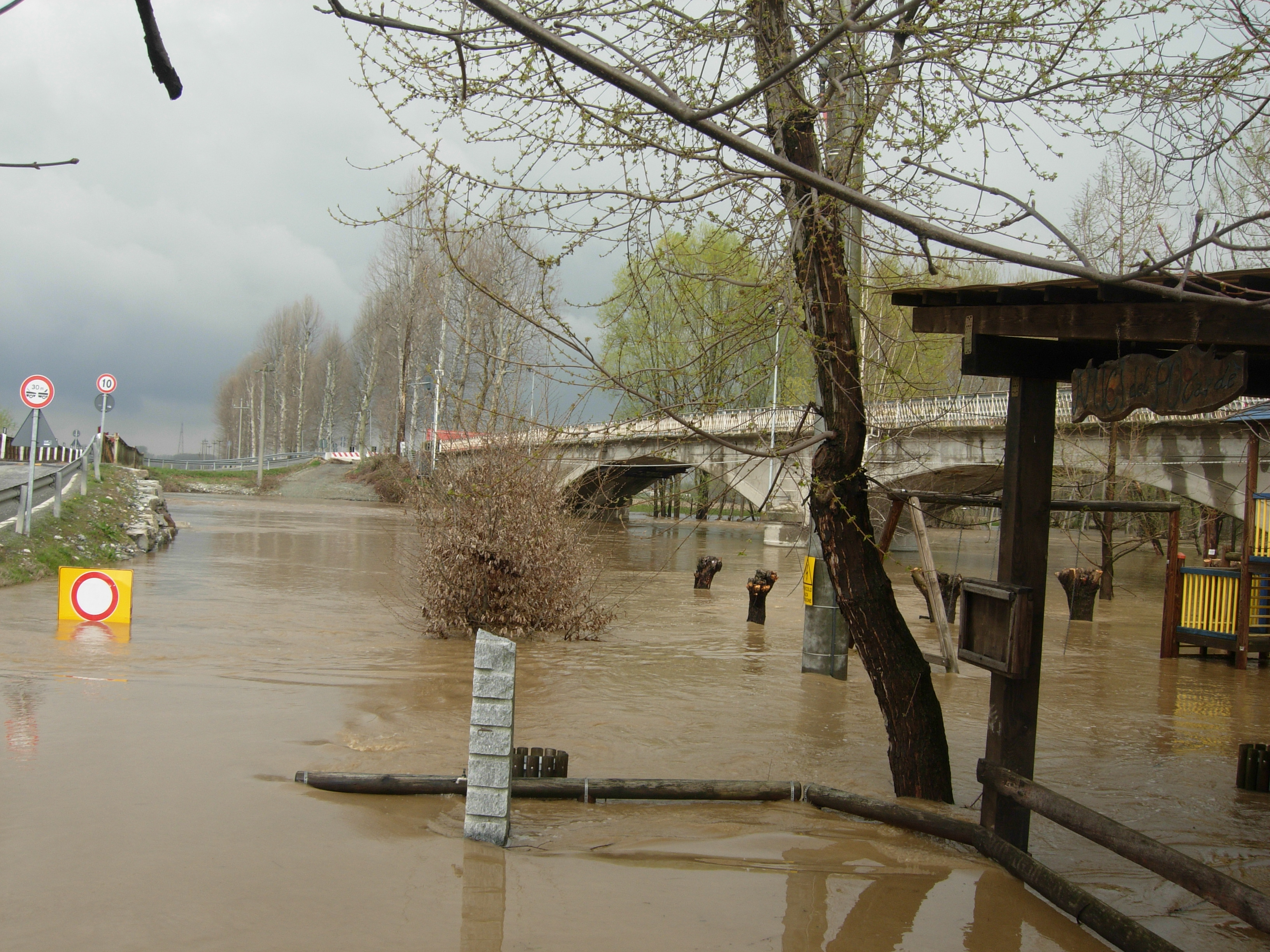
Il ponte durante un'alluvione.